# Drepanocanthoides
Drepanocanthoides är ett släkte av skalbaggar. Drepanocanthoides ingår i familjen Aphodiidae.
Kladogram enligt Catalogue of Life:
| Drepanocanthoides | \| \| Drepanocanthoides larreae \| \| \| \| \| \| Drepanocanthoides walshii \| \| \| \| |
|                   | \| \| Drepanocanthoides larreae \| \| \| \| \| \| Drepanocanthoides walshii \| \| \| \| |
|                   | Drepanocanthoides larreae                                                               |
|                   |                                                                                         |
|                   | Drepanocanthoides walshii                                                               |
|                   |                                                                                         |